# 1926
1926 (MCMXXVI) je bilo navadno leto, ki se je po gregorijanskem koledarju začelo na petek.

## Dogodki
- 1. januar - narasli Ren poplavi Köln z okolico.
- 25. februar - Francisco Franco postane General Španije.
- 7. marec - neuspešen poskus atentata na italijanskega diktatorja Benita Mussolinija.
- 16. marec - Robert Hutchings Goddard izstreli prvo raketo na tekoče gorivo.
- 24. april - Nemčija in Sovjetska zveza se z berlinsko pogodbo zavežeta k nevtralnosti v primeru napada na katero od njiju.
- 4. maj - v Združenem kraljestvu izbruhne splošna stavka v podporo stavki rudarjev, ki se je pričela dva dni prej.
- 12. maj - Roald Amundsen, Lincoln Ellsworth in Umberto Nobile kot prvi ljudje potrjeno preletijo severni tečaj.
- 8. avgust - poplave prizadenejo večji del Slovenije, pod vodo je Celje z okolico in dolina Drave od Slovenj Gradca do Dravograda.
- 14. september - z ratifikacijo v Ženevi stopijo v veljavo locarnski sporazumi, podpisani leta 1925.
- 25. september - konvencija Društva narodov prepove vse oblike suženjstva.
- 27. september - poplave prizadenejo še širše območje Ljubljane.
- 23. oktober - Lev Kamenjev in Lev Trocki sta izključena iz Politbiroja Komunistične partije Sovjetske zveze.
- 11. november - v ZDA je odprta znamenita avtocesta Route 66, ena prvih v ameriškem avtocestnem omrežju.
- 27. november - izbruh Vezuva.

## Rojstva
- 27. februar - David H. Hubel, kanadsko-ameriški nevrobiolog, nobelovec († 2013)
- 2. april - Jack Brabham, avstralski dirkač Formule 1 († 2014)
- 21. april - Elizabeta II. Britanska, britanska kraljica († 2022)
- 3. maj - Ivo Zorman, slovenski pisatelj in urednik († 2009)
- 26. maj - Miles Davis, ameriški jazzovski skladatelj in trobentač († 1991)
- 1. junij - Marilyn Monroe, ameriška igralka († 1962)
- 5. junij - Boris Paternu, slovenski literarni zgodovinar in teoretik († 2021)
- 25. junij - Ingeborg Bachmann, avstrijska pisateljica in pesnica († 1973)
- 30. junij - Paul Berg, ameriški biokemik, akademik, pedagog in nobelovec
- 1. julij - Robert Fogel, ameriški ekonomist in zgodovinar, nobelovec († 2013)
- 31. julij - Hilary Putnam, ameriški filozof († 2016)
- 13. avgust - Fidel Castro, kubanski komunist in diktator († 2016)
- 26. september - Bogdan Borčič, slovenski slikar († 2014)
- 11. oktober - Jože Toporišič, slovenski jezikoslovec († 2014)
- 18. oktober - Chuck Berry, ameriški kitarist, pevec in besedilopisec († 2017)
- 15. oktober - Michel Foucault, francoski filozof († 1984)

## Smrti
- 28. februar - Alphonse Louis Nicolas Borrelly, francoski astronom (* 1842)
- 4. april - August Thyssen, nemški industrialec (* 1842)
- 16. maj - Mehmed VI., turški sultan (* 1861)
- 26. maj - Simon Vasiljovič Petljura, ukrajinski vojskovodja in politik († 1879)
- 23. avgust - Rudolph Valentino, italijansko-ameriški filmski igralec (* 1895)
- 14. september - John Dreyer, dansko-irski astronom (* 1852)
- 15. september - Rudolf Christoph Eucken, nemški filozof, nobelovec (* 1846)
- 15. oktober - Franz Serafin Exner, avstrijski fizik (* 1849)
- 4. december - Ivana Kobilca, slovenska slikarka (* 1861)
- 6. december - Claude Monet, francoski slikar (* 1840)

## Nobelove nagrade
- Fizika - Jean Baptiste Perrin
- Kemija - Theodor Svedberg
- Fiziologija ali medicina - Johannes Andreas Grib Fibiger
- Književnost - Grazia Deledda
- Mir - Aristide Briand, Gustav Stresemann